# Доходный дом П. Н. Парусова
Доходный дом П. Н. Парусова — памятник архитектуры. Расположен в Петроградском районе Санкт-Петербурга, современный адрес дома — Введенская улица, 19, улица Лизы Чайкиной, 24.
Построен техником П. М. Мульхановым для купца П. Н. Парусова в 1903—1904 годах, похож на стоящий рядом и построенный чуть ранее дом Е. П. Михайлова. Фасады обильно оформлены лепниной с кругами, венками и параллельными бороздками, густой листвой и стилизованными цветами, женскими маскаронами.

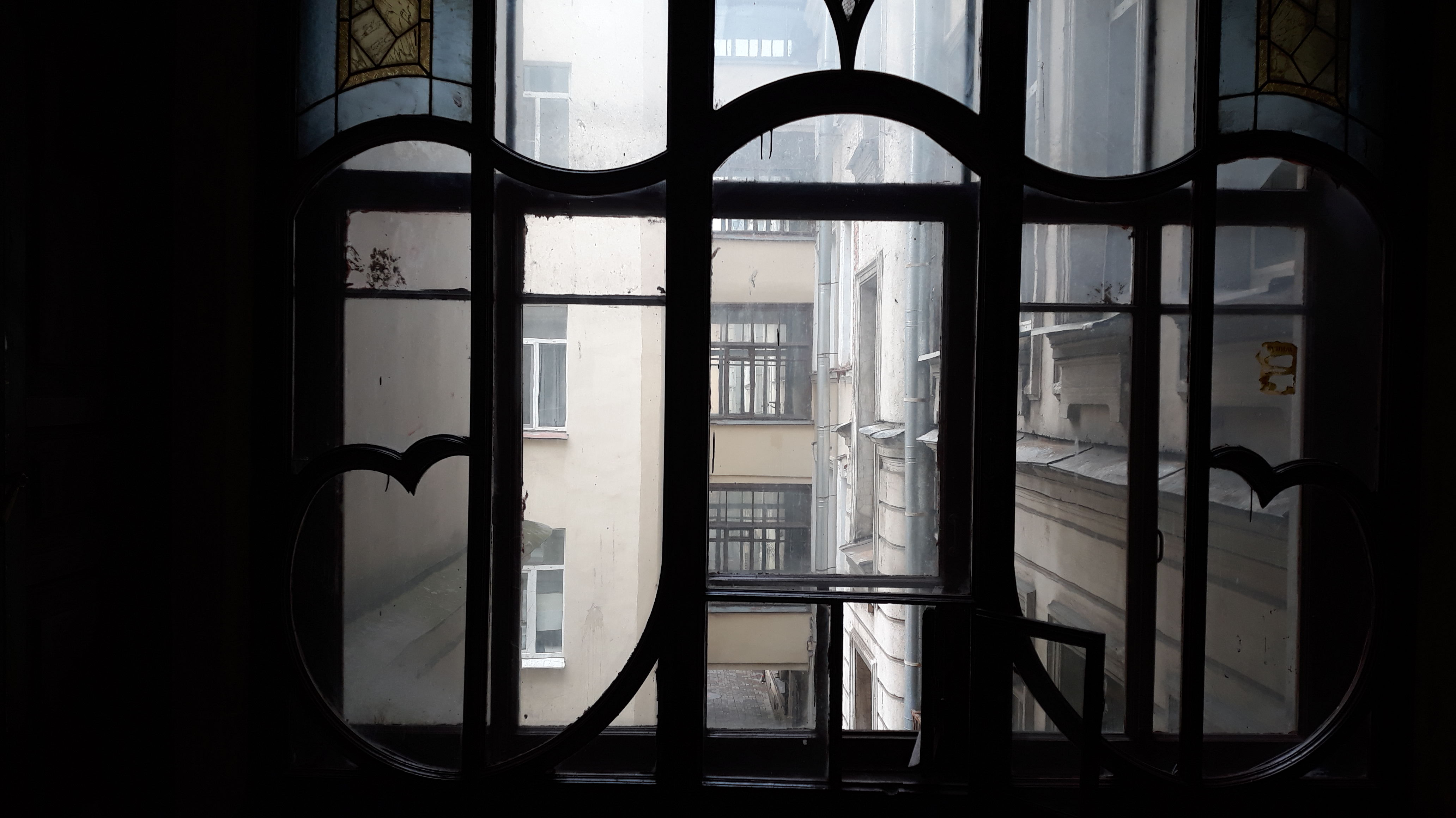

И в лицевых, и в дворовых корпусах сохранились витражи из разнообразного стекла, как фигурное остекление, так и витражи с различными цветочными мотивами.
В 2019 году дом вошел в перечень 255 многоквартирных домов — памятников архитектуры с особо сложными фасадами, которые предполагается отреставрировать по программе КГИОП «Наследие».